# Tom Cora
Tom Cora (Yancey Mills, Virginia, 1953. szeptember 14. - Draguignan, Franciaország, 1998. április 9.) amerikai csellós és zeneszerző volt. Leginkább az experimentális dzsessz- és rockzene terén nyújtott improvizációs fellépéseiről ismert.

## Pályafutása
Cora dobosként kezdett jéátszani helyi folkegyüttesekben. Az 1970-es évek közepén egy washingtoni dzsesszklub zenekarában gitározott, majd csellózni kezdett. A csellóóráit Pablo Casals egyik tanítványa, majd Karl Berger tartotta.
Don Cherryvel és Lee Konitzzal turnézott később Európában. Ezután New Yorkba költözött, ahol John Zornnal és Eugene Chadbourne-nal a Shockabilly együttesben játszott. Wayne Horvitz-cal, David Mossal és Toshinori Kondoval is fellépett.
1980-ban Bill Laswellel és George Cartwrightal megalapították a Curlew együttest. feleségül vette Catherine Jauniaux belga énekesnőt.
Tom Cora 1998-ban melanoma következtében meghalt.

## Albumok
- 1978: The New York Tapes
- 1984: Cargo Cult Revival
- 1987: Live at the Western Front
- 1988: Angel Carver: Live in Milwaukee and Chicago, 1988
- 1991: Scrabbling at the Lock
- 1991: Gumption in Limbo
- 1993: And the Weathermen Shrug Their Shoulders
- 2000: It's a Brand New Day: Tom Cora Live at the Knitting Factory
- é.n.: The New US Concerts